# Paterdecolyus murayamai
Paterdecolyus murayamai är en insektsart som först beskrevs av Sugimoto, M. och Ichikawa 1998.  Paterdecolyus murayamai ingår i släktet Paterdecolyus och familjen Anostostomatidae. Inga underarter finns listade i Catalogue of Life.